# Jehan Pistolet
« Soupolet » redirige ici. Pour l’article homophone, voir Soupe au lait.
Jehan Pistolet est une série de bande dessinée créée en 1952 par René Goscinny et Albert Uderzo. Selon la revue dans laquelle elle était publiée, elle s'est également appelée Jehan Soupolet.

## Le contexte
En 1952, La Libre Belgique offre à ses jeunes lecteurs un supplément hebdomadaire illustré appelé La Libre junior. C'est dans ce journal que bon nombre de dessinateurs et scénaristes de l'école franco-belge feront leurs premières armes et parviendront à subsister.
Le 26 juin 1952 paraît pour la première fois Jehan Pistolet. En 1954, la série est publiée dans la revue publicitaire Pistolin et change de nom en devenant Jehan Soupolet. Puis, en 1961 et 1962, elle est rééditée dans les pages de Pilote.

## Les aventures
La première histoire offre le schéma classique du roman d'aventures, même si ici traité de manière comique. Un jeune homme, garçon de salle dans une auberge de Nantes, à peine sorti de l'adolescence, veut devenir corsaire du roi.
Avec quelques compagnons d'aventure, ils unissent leurs maigres ressources pour acheter un navire qui s'avère vite être une épave flottante. Mais à force de ténacité le bateau est retapé et les voilà partis.
Confrontés au terrible pirate Barbe Verte, ils finissent à force de courage et de ruse à en venir à bout, ce qui leur vaut à la fin de l'histoire de recevoir une lettre de course de la main même du roi.
La seconde épopée commence, elle aussi, à la Taverne du Corsaire Boiteux, c'est en quelque sorte l'envers des futurs Astérix qui se termineront, eux, par un banquet. Un unijambiste borgne et manchot avec son crochet de fer propose à la fine équipe de partir à la recherche du trésor de Corsaire Violet. Pour ce faire, il possède bien sûr une carte au trésor qui a la forme d'une tête de mort.
Passagers clandestins chinois, sauvages cannibales et geôles espagnoles vont émailler un récit plutôt traditionnel mais assez joliment troussé où la fin en retournement de situation se veut assez morale.
Le troisième périple que nous proposent les auteurs nous conduit en Afrique. Le roi de France a demandé à Jehan de lui donner une nouvelle colonie mais d'autres souverains ont exactement les mêmes idées. On découvre dans cette histoire différents éléments qu'on retrouvera plus tard dans Oumpah-Pah, notamment la présence du roi de Prusse et ses volontés de conquêtes. La Pistolitaine, cette colonie africaine conquise de haute lutte par Jehan, continuera à vivre en paix, tranquillement, sans la présence d'une quelconque puissance coloniale.
Le dernier récit, comme l'indique son titre, se déroule en Amérique. Nos héros sont missionnés pour rapporter au roi, malade, des feuilles de tilleul.  Mission qu'ils accompliront bien sûr sans (trop) faillir mais après moult péripéties.

## Les personnages
- Jehan Pistolet : Capitaine de La Brave, vieux rafiot corsaire.
- Jasmin : Le perroquet du capitaine et mascotte de l'équipage, ancien garçon de salle de la Taverne du Corsaire Boiteux.
- Pierrot : Ancien livreur de gâteaux que le destin transforme en mousse.
- Gilles : Le chef canonnier et vigie du navire, ancien savetier.
- Hugues : Le capitaine en second, ancien maréchal ferrant.
- Bertrand : Cuistot en mer et restaurateur à Nantes de la Taverne de la Bonne Table.
- P'tit René : Le matelot de bord (il s'agit en fait d'une caricature de René Goscinny).

## Les albums
1. Jean Pistolet, corsaire prodigieux — 43 planches (Claude Lefrancq Éditeur, 1989 / Les Éditions Albert René, 1998)
2. Jehan Pistolet, corsaire du roi[1] — 45 planches (Claude Lefrancq Éditeur, 1991 / Les Éditions Albert René, 1998)
3. Jehan Pistolet et l'Espion — 45 planches (Les Éditions Albert René, 1999)[2]
4. Jehan Pistolet en Amérique — 44 planches (Les Éditions Albert René, 1999)